# دنیلسون پریرا نوس
دنیلسون(به انگلیسی: Denílson Pereira Neves) زادهٔ ۱۶ فوریه ۱۹۸۸در برزیل است و تاکنون در تیم‌های سائوپائولو ، آرسنال بازی کرده‌است.